# Горшков, Александр Иванович (легкоатлет)
Алекса́ндр Ива́нович Горшко́в (25 ноября 1928, Москва — 20 января 1993, Санкт-Петербург) — советский легкоатлет, специалист по метанию копья. Выступал за сборную СССР по лёгкой атлетике в 1950-х годах, призёр первенств всесоюзного значения, участник летних Олимпийских игр в Мельбурне. Представлял Ленинград и спортивное общество «Зенит». Мастер спорта СССР (1956). Тренер по лёгкой атлетике. Заслуженный тренер РСФСР (1980).

## Биография
Родился 25 ноября 1928 года в Москве.
Занимался лёгкой атлетикой в Ленинграде, проходил подготовку под руководством заслуженного мастера спорта и заслуженного тренера СССР Виктора Ильича Алексеева. Состоял в добровольном спортивном обществе «Зенит» (Ленинград). В 1952 году окончил Государственный институт физической культуры имени П. Ф. Лесгафта.
Впервые заявил о себе на всесоюзном уровне в сезоне 1953 года, когда в метании копья выиграл бронзовую медаль на чемпионате СССР в Москве — с результатом 67,97 уступил здесь только ленинградцу Владимиру Кузнецову и киевлянину Виктору Цыбуленко.
В 1955 году вошёл в состав советской сборной и выступил на V Всемирном фестивале молодёжи и студентов в Варшаве, где показал результат 75,02 и стал серебряным призёром позади поляка Януша Сидло. По итогам сезона удостоен звания мастера спорта СССР.
В 1956 году получил серебро на чемпионате страны в рамках Первой летней Спартакиады народов СССР в Москве (78,58), став вторым после Виктора Цыбуленко. Благодаря череде удачных выступлений удостоился права защищать честь страны на летних Олимпийских играх в Мельбурне — в финале метнул копьё на 70,32 метра, расположившись в итоговом протоколе соревнований на шестой строке.
Впоследствии проявил себе на тренерском поприще, работал тренером в сборных командах СССР, Египта, Китая. Тренировал начинающих легкоатлетов в Детско-юношеской спортивной школе Выборгского района, в Ленинградской школе-интернате № 62 спортивного профиля (Училище олимпийского резерва № 1). Заслуженный тренер РСФСР (1980).
Умер 20 января 1993 года в Санкт-Петербурге в возрасте 64 лет. Похоронен на санкт-петербургском Северное кладбище.